# FNMTV
FNMTV (il nome, ufficialmente, sta per Feedback New MTV; ma meglio inteso per Friday Night MTV)  è un programma statunitense di MTV che trasmette video musicali, première dei videoclip più recenti e le scelte dei telespettatori via web.

## Storia
MTV confermò una nuova stagione del programma, che iniziò a trasmettere il 5 dicembre 2008, poco tempo dopo la scomparsa di TRL. Molti critici, hanno visto il programma come un probabile successore dell'ormai defunto TRL. Nonostante ciò, il programma ha bruscamente interrotto la sua fascia quotidiana (eccetto per gli speciali), provocando così la scomparsa di show musicali su MTV.
Il 27 marzo 2009 è andata in onda una puntata speciale di 90 minuti, trasmessa sia su MTV che MTV2 e condotta da Tyson Ritter, dal gruppo degli All-American Rejects. Ritter ha intervistato degli artisti della scena musicale durante la celebrazione dello spring break a Panama City Beach, Florida.